# New York Dolls
The New York Dolls és un grup de música rock format a Nova York el 1971. Van aconseguir poc èxit durant la seva vida, però els New York Dolls van exemplificar el que vindria poc després en l'era de punk rock i fins i tot més tard; les influències del seu estil transvestit i exagerat es noten en l'aparença de molts grups de rock. El seu estil musical descurat, però altament energètic va marcar la pauta per a moltes bandes de rock and roll posteriors.

## Discografia
- New York Dolls, 1973
- Too Much Too Soon, 1974
- Lipstick Killers, 2000
- Return of the New York Dolls: Live From Royal Festival Hall, 2004
- One Day It Will Please Us to Remember Even This, 2006